# Microporellus subincarnatus
Microporellus subincarnatus är en svampart som beskrevs av Corner 1987. Microporellus subincarnatus ingår i släktet Microporellus och familjen Polyporaceae.   Inga underarter finns listade i Catalogue of Life.